# Rally di Svezia 2020
Il Rally di Svezia 2020, ufficialmente denominato 68th Rally Sweden, è stata la seconda prova del campionato del mondo rally 2020 nonché la sessantottesima edizione del Rally di Svezia e la quarantaquattresima con valenza mondiale. La manifestazione si è svolta dal 13 al 16 febbraio sugli sterrati innevati che attraversano le foreste della contea di Värmland con sconfinamenti nella vicina Norvegia.
Il rally è stato accorciato a causa della scarsità di neve sulle strade, passando da un percorso di circa 301 km costituito da 19 prove speciali a uno di 171 km suddiviso in 11 prove, le quali hanno mantenuto la stessa numerazione rispetto all'itinerario originale; sono inoltre state cancellate la PS1 e la PS16 per analoghi motivi.

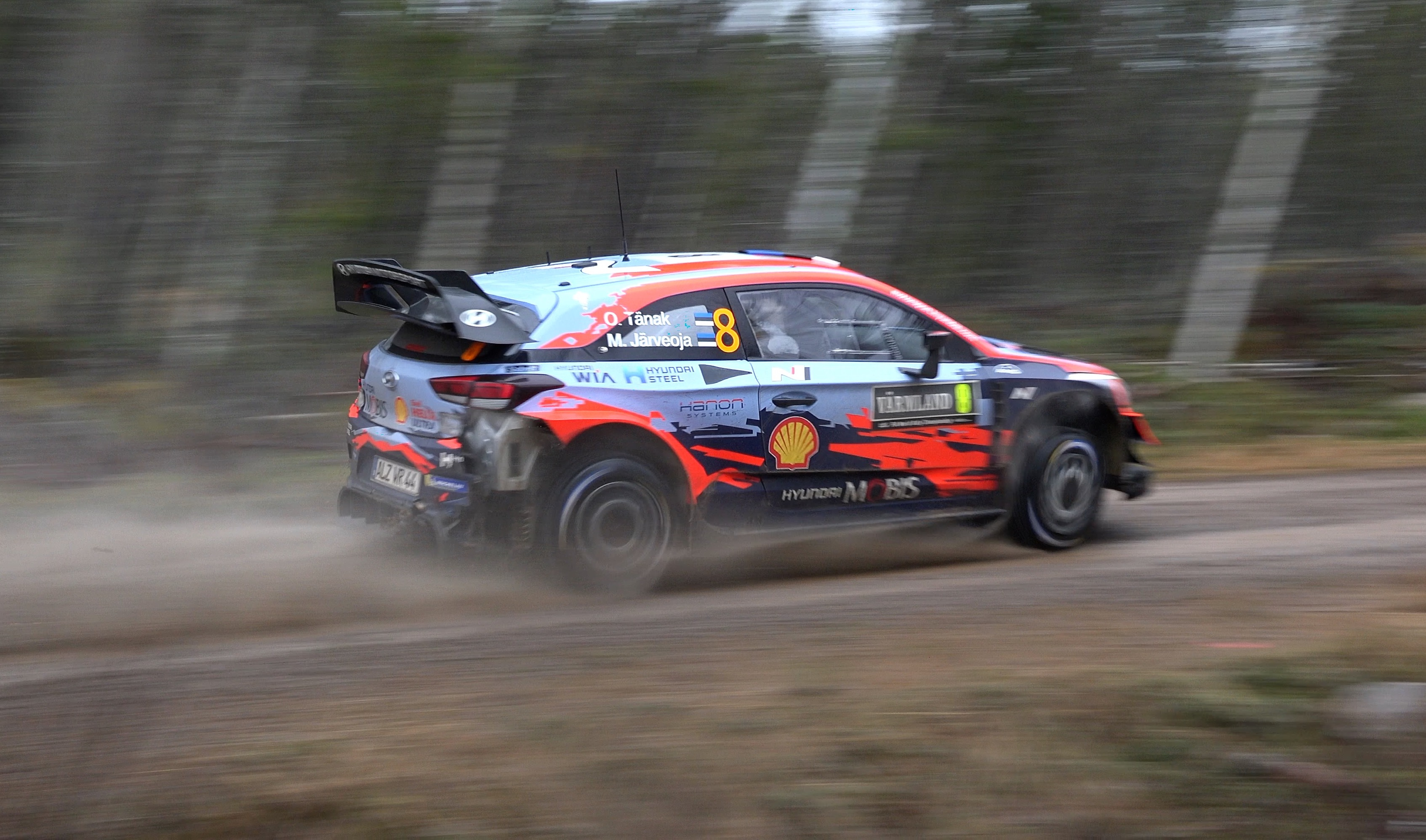
Ott Tänak e Martin Järveoja, secondi classificati

L'evento è stato vinto dal britannico Elfyn Evans, navigato dal connazionale Scott Martin, al volante di una Toyota Yaris WRC della squadra ufficiale Toyota Gazoo Racing WRT, davanti alla coppia estone formata da Ott Tänak e Martin Järveoja, su Hyundai i20 Coupe WRC del team Hyundai Shell Mobis WRT, e a quella finlandese composta da Kalle Rovanperä e Jonne Halttunen, compagni di squadra dei vincitori ed entrambi al primo podio in carriera.
Con il podio conquistato all'ultima prova speciale ai danni del sei volte campione del mondo nonché compagno di scuderia Sébastien Ogier, Rovanperä stabilì il nuovo record del più giovane pilota a podio nella storia del mondiale rally, all'età di 19 anni e 139 giorni.
I norvegesi Mads Østberg e Torstein Eriksen, su Citroën C3 R5 della squadra PH Sport, hanno invece conquistato il successo nel campionato WRC-2, mentre i finlandesi Jari Huttunen e Mikko Lukka hanno vinto nella serie WRC-3 alla guida di una Hyundai i20 R5. In Svezia si disputava anche la prova inaugurale del campionato Junior WRC, che ha visto vincere la coppia locale composta da Tom Kristensson e Joakim Sjöberg su Ford Fiesta R2. 

## Risultati

### Classifica
| Pos.       | Nº       | Pilota               | Copilota               | Auto                   | Squadra                        | Classe      | Tempo     | Distacco | Punti    |
| Generale   | Generale | Generale             | Generale               | Generale               | Generale                       | Generale    | Generale  | Generale | Generale |
| ---------- | -------- | -------------------- | ---------------------- | ---------------------- | ------------------------------ | ----------- | --------- | -------- | -------- |
| 1.         | 33       | Elfyn Evans          | Scott Martin           | Toyota Yaris WRC       | Toyota Gazoo Racing WRT        | WRC         | 1h11'43"1 | –        | 25       |
| 2.         | 8        | Ott Tänak            | Martin Järveoja        | Hyundai i20 Coupe WRC  | Hyundai Shell Mobis WRT        | WRC         | 1h11'55"8 | +12"7    | 20       |
| 3.         | 69       | Kalle Rovanperä      | Jonne Halttunen        | Toyota Yaris WRC       | Toyota Gazoo Racing WRT        | WRC         | 1h12'03"3 | +20"2    | 20       |
| 4.         | 17       | Sébastien Ogier      | Julien Ingrassia       | Toyota Yaris WRC       | Toyota Gazoo Racing WRT        | WRC         | 1h12'06"7 | +23"6    | 15       |
| 5.         | 4        | Esapekka Lappi       | Janne Ferm             | Ford Fiesta WRC        | M-Sport Ford WRT               | WRC         | 1h12'15"5 | +32"4    | 11       |
| 6.         | 11       | Thierry Neuville     | Nicolas Gilsoul        | Hyundai i20 Coupe WRC  | Hyundai Shell Mobis WRT        | WRC         | 1h12'16"9 | +32"4    | 12       |
| 7.         | 16       | Craig Breen          | Paul Nagle             | Hyundai i20 Coupe WRC  | Hyundai Shell Mobis WRT        | WRC         | 1h12'44"0 | +1'00"9  | 6        |
| 8.         | 3        | Teemu Suninen        | Jarmo Lehtinen         | Ford Fiesta WRC        | M-Sport Ford WRT               | WRC         | 1h13'07"6 | +1'24"5  | 4        |
| 9.         | 18       | Takamoto Katsuta     | Daniel Barritt         | Toyota Yaris WRC       | Toyota Gazoo Racing WRT        | WRC         | 1h13'42"7 | +1'59"6  | 2        |
| 10.        | 58       | Jari Huttunen        | Mikko Lukka            | Hyundai i20 R5         | -                              | RC2 / WRC-3 | 1h15'46"1 | +4'03"0  | 1        |
| WRC-2      |          |                      |                        |                        |                                |             |           |          |          |
| 1. (12.)   | 20       | Mads Østberg         | Torstein Eriksen       | Citroën C3 R5          | PH Sport                       | RC2 / WRC-2 | 1h15'53"1 | –        | 25       |
| 2. (13.)   | 22       | Ole Christian Veiby  | Jonas Andersson        | Hyundai i20 R5         | Hyundai Motorsport N           | RC2 / WRC-2 | 1h16'16"5 | +23"4    | 18       |
| 3. (15.)   | 25       | Pontus Tidemand      | Patrik Barth           | Škoda Fabia R5 Evo     | Toksport WRT                   | RC2 / WRC-2 | 1h16'30"8 | +37"7    | 15       |
| 4. (18.)   | 23       | Adrien Fourmaux      | Renaud Jamoul          | Ford Fiesta R5 Mk2     | M-Sport Ford WRT               | RC2 / WRC-2 | 1h18'59"6 | +3'06"5  | 12       |
| 5. (19.)   | 24       | Rhys Yates           | James Morgan           | Ford Fiesta R5 Mk2     | M-Sport Ford WRT               | RC2 / WRC-2 | 1h19'07"3 | +3'14"2  | 10       |
| 6. (21.)   | 21       | Nikolaj Grjazin      | Jaroslav Fëdorov       | Hyundai i20 R5         | Hyundai Motorsport N           | RC2 / WRC-2 | 1h20'03"7 | +4'10"6  | 8        |
| WRC-3      |          |                      |                        |                        |                                |             |           |          |          |
| 1. (10.)   | 58       | Jari Huttunen        | Mikko Lukka            | Hyundai i20 R5         | -                              | RC2 / WRC-3 | 1h15'46"1 | –        | 25       |
| 2. (11.)   | 28       | Emil Lindholm        | Mikael Korhonen        | Škoda Fabia R5 Evo     | -                              | RC2 / WRC-3 | 1h15'51"1 | +5"0     | 18       |
| 3. (14.)   | 26       | Johan Kristoffersson | Stig Rune Skjærmoen    | Volkswagen Polo GTI R5 | Kristoffersson Motorsport      | RC2 / WRC-3 | 1h16'17"4 | +31"3    | 15       |
| 4. (16.)   | 27       | Eerik Pietarinen     | Miikka Anttila         | Škoda Fabia R5 Evo     | -                              | RC2 / WRC-3 | 1h16'58"3 | +1'12"2  | 12       |
| 5. (17.)   | 29       | Oliver Solberg       | Aaron Johnston         | Škoda Fabia R5 Evo     | -                              | RC2 / WRC-3 | 1h18'09"3 | +2'23"2  | 10       |
| 6. (20.)   | 34       | Filip Mareš          | Jan Hloušek            | Škoda Fabia R5 Evo     | -                              | RC2 / WRC-3 | 1h19'28"0 | +3'41"9  | 8        |
| 7. (22.)   | 30       | Raul Jeets           | Andrus Toom            | Škoda Fabia R5 Evo     | -                              | RC2 / WRC-3 | 1h20'23"3 | +4'37"2  | 6        |
| 8. (24.)   | 35       | Michał Sołowow       | Maciej Baran           | Škoda Fabia R5         | Barlinek Synthos RT            | RC2 / WRC-3 | 1h22'06"0 | +6'19"9  | 4        |
| 9. (35.)   | 36       | Joakim Roman         | Alexander Glavsjö Holm | Škoda Fabia R5         | -                              | RC2 / WRC-3 | 1h27'06"1 | +11'20"0 | 2        |
| Junior WRC |          |                      |                        |                        |                                |             |           |          |          |
| 1. (26.)   | 42       | Tom Kristensson      | Joakim Sjöberg         | Ford Fiesta R2T        | Tom Kristensson Motorsport     | RC4 / JWRC  | 1h22'51"3 |          | 28       |
| 2. (28.)   | 43       | Mārtiņš Sesks        | Renars Francis         | Ford Fiesta R2T        | LMT Autosporta Akadēmija       | RC4 / JWRC  | 1h22'51"3 | +37"8    | 19       |
| 3. (29.)   | 44       | Ken Torn             | Kauri Pannas           | Ford Fiesta R2T        | Estonian Autosport Junior Team | RC4 / JWRC  | 1h23'51"7 | +1'00"4  | 15       |
| 4. (30.)   | 46       | Sami Pajari          | Marko Salminen         | Ford Fiesta R2T        | Team Flying Finn               | RC4 / JWRC  | 1h24'02"9 | +1'11"6  | 13       |
| 5. (31.)   | 57       | Raul Badiu           | Gabriel Lazăr          | Ford Fiesta R2T        | Rally Team Spain               | RC4 / JWRC  | 1h26'15"1 | +3'23"8  | 12       |
| 6. (32.)   | 51       | Fabrizio Zaldivar    | Fernando Mussano       | Ford Fiesta R2T        | -                              | RC4 / JWRC  | 1h26'45"3 | +3'54"0  | 8        |
| 7. (33.)   | 53       | Ruairi Bell          | Darren Garrod          | Ford Fiesta R2T        | -                              | RC4 / JWRC  | 1h26'52"3 | +4'01"0  | 6        |
| 8. (34.)   | 48       | Pontus Lönnström     | Stefan Gustavsson      | Ford Fiesta R2T        | -                              | RC4 / JWRC  | 1h27'05"4 | +4'14"1  | 6        |
| 9. (36.)   | 50       | Lauri Joona          | Ari Koponen            | Ford Fiesta R2T        | -                              | RC4 / JWRC  | 1h27'06"8 | +4'15"5  | 2        |
| 10. (37.)  | 56       | Marco Pollara        | Maurizio Messina       | Ford Fiesta R2T        | -                              | RC4 / JWRC  | 1h29'01"5 | +6'10"2  | 1        |

| Principali ritiri | Principali ritiri | Principali ritiri  | Principali ritiri | Principali ritiri | Principali ritiri     | Principali ritiri | Principali ritiri | Principali ritiri |
| PS                | Nº                | Pilota             | Copilota          | Auto              | Squadra               | Classe            | Causa             | Pos.              |
| ----------------- | ----------------- | ------------------ | ----------------- | ----------------- | --------------------- | ----------------- | ----------------- | ----------------- |
| PS 5              | 10                | Jari-Matti Latvala | Juho Hänninen     | Toyota Yaris WRC  | Latvala Motorsport OY | WRC               | Rottura meccanica | 18º               |

Legenda
| Icona | Note                                                                                 |
| ----- | ------------------------------------------------------------------------------------ |
| WRC   | Equipaggio di classe WRC che può conquistare punti per il campionato costruttori     |
| WRC   | Equipaggio di classe WRC che non può conquistare punti per il campionato costruttori |
| WRC-2 | Equipaggio registrato al campionato WRC-2                                            |
| WRC-3 | Equipaggio registrato al campionato WRC-3                                            |
| JWRC  | Equipaggio registrato al campionato Junior WRC                                       |
|       | Ulteriori classificazioni                                                            |

### Prove speciali
Nonostante l'itinerario ridotto da 19 a 11 prove speciali, le stesse hanno mantenuto la medesima numerazione che avevano nel percorso originario.
| Frazione            | Prova | Ora   | Nome                    | Lunghezza | Vincitori                        | Tempo            | Leader del rally         |
| ------------------- | ----- | ----- | ----------------------- | --------- | -------------------------------- | ---------------- | ------------------------ |
| Frazione 1 (13 Feb) | PS1   | 20:08 | SSS Karlstad            | 1,90 km   | prova cancellata                 | prova cancellata | prova cancellata         |
|                     |       |       |                         |           |                                  |                  |                          |
| Frazione 2 (14 Feb) | PS2   | 08:42 | Hof-Finnskog 1          | 21,26 km  | Elfyn Evans Scott Martin         | 9'43"9           | Elfyn Evans Scott Martin |
| Frazione 2 (14 Feb) | PS3   | 10:08 | Finnskogen 1            | 20,68 km  | Ott Tänak Martin Järveoja        | 10'13"4          | Elfyn Evans Scott Martin |
| Frazione 2 (14 Feb) | PS4   | 11:08 | Nyckelvattnet 1         | 18,94 km  | Elfyn Evans Scott Martin         | 9'02"9           | Elfyn Evans Scott Martin |
| Frazione 2 (14 Feb) | PS8   | 15:00 | Torsby Sprint 1         | 2,80 km   | Ott Tänak Martin Järveoja        | 1'42"4           | Elfyn Evans Scott Martin |
|                     |       |       |                         |           |                                  |                  | Elfyn Evans Scott Martin |
| Frazione 3 (15 Feb) | PS5   | 08:42 | Hof-Finnskog 2          | 21,26 km  | Elfyn Evans Scott Martin         | 9'25"2           | Elfyn Evans Scott Martin |
| Frazione 3 (15 Feb) | PS6   | 10:08 | Finnskogen 2            | 20,68 km  | Elfyn Evans Scott Martin         | 9'53"7           | Elfyn Evans Scott Martin |
| Frazione 3 (15 Feb) | PS7   | 11:08 | Nyckelvattnet 2         | 18,94 km  | Elfyn Evans Scott Martin         | 8'53"1           | Elfyn Evans Scott Martin |
| Frazione 3 (15 Feb) | PS16  | 15:00 | Torsby Sprint 2         | 2,80 km   | Thierry Neuville Nicolas Gilsoul | 1'42"4           | Elfyn Evans Scott Martin |
|                     |       |       |                         |           |                                  |                  | Elfyn Evans Scott Martin |
| Frazione 4 (16 Feb) | PS17  | 20:08 | Likenäs 1               | 21,19 km  | prova cancellata                 | prova cancellata | Elfyn Evans Scott Martin |
| Frazione 4 (16 Feb) | PS18  | 12:18 | Likenäs 2 (power stage) | 21,19 km  | Kalle Rovanperä Jonne Halttunen  | 10'55"1          | Elfyn Evans Scott Martin |

### Power stage
PS18: Likenäs 2 di 21,19 km, disputatasi domenica 16 febbraio 2020 alle ore 12:18 (UTC+1).
| Pos. | No. | Pilota           | Co-pilota        | Auto                  | Classe | Tempo   | Distacco | Punti |
| ---- | --- | ---------------- | ---------------- | --------------------- | ------ | ------- | -------- | ----- |
| 1    | 69  | Kalle Rovanperä  | Jonne Halttunen  | Toyota Yaris WRC      | WRC    | 10'55"1 | –        | 5     |
| 2    | 11  | Thierry Neuville | Nicolas Gilsoul  | Hyundai i20 Coupe WRC | WRC    | 10'58"8 | +3"7     | 4     |
| 3    | 17  | Sébastien Ogier  | Julien Ingrassia | Toyota Yaris WRC      | WRC    | 10'59"0 | +3"9     | 3     |
| 4    | 8   | Ott Tänak        | Martin Järveoja  | Hyundai i20 Coupe WRC | WRC    | 10'59"7 | +4"6     | 2     |
| 5    | 4   | Esapekka Lappi   | Janne Ferm       | Ford Fiesta WRC       | WRC    | 10'59"0 | +6"8     | 1     |

## Classifiche mondiali
Classifica piloti
| Pos. | Pos. | Pilota           | Punti |
| ---- | ---- | ---------------- | ----- |
| 1    | 2    | Elfyn Evans      | 42    |
| 2    | 1    | Thierry Neuville | 42    |
| 3    | 1    | Sébastien Ogier  | 37    |
| 4    | 1    | Kalle Rovanperä  | 30    |
| 5    | 1    | Esapekka Lappi   | 24    |
| 6    | N    | Ott Tänak        | 20    |
| 7    |      | Teemu Suninen    | 11    |
| 8    | 2    | Sébastien Loeb   | 8     |
| 9    | 1    | Takamoto Katsuta | 8     |
| 10   | N    | Craig Breen      | 6     |
| 11   | 2    | Eric Camilli     | 2     |
| 12   | 2    | Mads Østberg     | 1     |
| 13   | N    | Jari Huttunen    | 1     |

Classifica copiloti
| Pos. | Pos. | Pilota                 | Punti |
| ---- | ---- | ---------------------- | ----- |
| 1    | 2    | Scott Martin           | 42    |
| 2    | 1    | Nicolas Gilsoul        | 42    |
| 3    | 1    | Julien Ingrassia       | 37    |
| 4    | 1    | Jonne Halttunen        | 30    |
| 5    | 1    | Janne Ferm             | 24    |
| 6    | N    | Ott Tänak              | 20    |
| 7    |      | Martin Järveoja        | 11    |
| 8    | 2    | Daniel Elena           | 8     |
| 9    | 1    | Daniel Barritt         | 8     |
| 10   | N    | Paul Nagle             | 6     |
| 11   | 2    | François-Xavier Buresi | 2     |
| 12   | 2    | Torstein Eriksen       | 1     |
| 13   | N    | Mikko Lukka            | 1     |

Classifica costruttori WRC
| Pos. | Pos. | Squadra                 | Punti |
| ---- | ---- | ----------------------- | ----- |
| 1    | 1    | Toyota Gazoo Racing WRT | 73    |
| 1    | 1    | Hyundai Shell Mobis WRT | 63    |
| 3    |      | M-Sport Ford WRT        | 40    |